# Горенське сільське поселення (Зубово-Полянський район)
Го́ренське сільське поселення (рос. Горенское сельское поселение) — муніципальне утворення у складі Зубово-Полянського району Мордовії, Росія. Адміністративний центр — село Горенка.

## Населення
Населення — 558 осіб (2019, 716 у 2010, 825 у 2002).

## Склад
До складу поселення входять такі населені пункти:
| Населений пункт             | Населення, осіб (2002) | Населення, осіб (2010) |
| --------------------------- | ---------------------- | ---------------------- |
| Горенка, село               | 174                    | 162                    |
| Калиновка, присілок         | 219                    | 183                    |
| Кочетовка, село             | 94                     | 83                     |
| Преображенка, селище        | 12                     | 13                     |
| Руський Лундан, село        | 223                    | 188                    |
| Татарський Лундан, присілок | 103                    | 87                     |